# Élections législatives de 1988 dans le Finistère
Les élections législatives françaises de 1988 se déroulent les 5 et 12 juin 1988. Dans le département du Finistère, huit députés sont à élire dans le cadre de huit circonscriptions.

## Élus
| Circonscription | Député sortant        | Parti                 | Parti                 | Député élu ou réélu | Parti | Parti     |
| --------------- | --------------------- | --------------------- | --------------------- | ------------------- | ----- | --------- |
| 1re             | Scrutin proportionnel | Scrutin proportionnel | Scrutin proportionnel | Bernard Poignant    |       | PS        |
| 2e              | Scrutin proportionnel | Scrutin proportionnel | Scrutin proportionnel | Joseph Gourmelon    |       | PS        |
| 3e              | Scrutin proportionnel | Scrutin proportionnel | Scrutin proportionnel | Jean-Louis Goasduff |       | RPR       |
| 4e              | Scrutin proportionnel | Scrutin proportionnel | Scrutin proportionnel | Marie Jacq          |       | PS        |
| 5e              | Scrutin proportionnel | Scrutin proportionnel | Scrutin proportionnel | Charles Miossec     |       | RPR       |
| 6e              | Scrutin proportionnel | Scrutin proportionnel | Scrutin proportionnel | Jean-Yves Cozan     |       | UDF (CDS) |
| 7e              | Scrutin proportionnel | Scrutin proportionnel | Scrutin proportionnel | Ambroise Guellec    |       | UDF (CDS) |
| 8e              | Scrutin proportionnel | Scrutin proportionnel | Scrutin proportionnel | Louis Le Pensec     |       | PS        |

## Positionnement des partis
L'UDF et le RPR se présentent unis sous l'étiquette « Union du Rassemblement et du Centre » tandis que les candidats du Parti socialiste se rangent sous la bannière de la « Majorité présidentielle pour la France unie », slogan de la campagne présidentielle de François Mitterrand.

## Résultats

### Résultats à l'échelle du département
| Parti          | Parti                               | Premier tour | Premier tour | Second tour | Second tour | Sièges |
| Parti          | Parti                               | Voix         | %            | Voix        | %           | Sièges |
| -------------- | ----------------------------------- | ------------ | ------------ | ----------- | ----------- | ------ |
|                | Parti socialiste                    | 181 778      | 43,59        | 175 690     | 51,17       | 4      |
|                | Divers gauche                       | 4 142        | 0,99         |             |             | 4      |
|                | La France unie                      | 185 920      | 44,58        | 175 690     | 51,17       | 4      |
|                |                                     |              |              |             |             |        |
|                | Rassemblement pour la République    | 102 090      | 24,48        | 76 571      | 22,30       | 2      |
|                | Union pour la démocratie française  | 74 904       | 17,96        | 91 106      | 26,53       | 2      |
|                | Divers droite                       | 5 442        | 1,30         |             |             | 0      |
|                | Union du Rassemblement et du Centre | 182 436      | 43,75        | 167 677     | 48,83       | 4      |
|                |                                     |              |              |             |             |        |
|                | Parti communiste français           | 26 413       | 6,33         |             |             | 0      |
|                | Front national                      | 20 629       | 4,95         | 0           |             |        |
|                | Extrême gauche                      | 1 619        | 0,39         | 0           |             |        |
|                |                                     |              |              |             |             |        |
| Inscrits       | Inscrits                            | 616 180      | 100,00       | 463 324     | 100,00      | 8      |
| Abstentions    | Abstentions                         | 193 435      | 31,39        | 115 183     | 24,86       |        |
| Votants        | Votants                             | 422 745      | 68,61        | 348 141     | 75,14       |        |
| Blancs et nuls | Blancs et nuls                      | 5 728        | 1,35         | 4 774       | 1,37        |        |
| Exprimés       | Exprimés                            | 417 017      | 98,65        | 343 367     | 98,63       |        |

### Résultats par circonscription

#### Première circonscription (Quimper)
| Candidat       | Candidat             | Parti          | Premier tour | Premier tour | Second tour | Second tour |  |
| Candidat       | Candidat             | Parti          | Voix         | %            | Voix        | %           |  |
| -------------- | -------------------- | -------------- | ------------ | ------------ | ----------- | ----------- |  |
|                | Bernard Poignant élu | PS             | 21 037       | 44,5         | 28 018      | 53,7        |  |
|                | Marc Bécam           | RPR (URC)      | 20 057       | 42,43        | 24 160      | 46,3        |  |
|                | Michel Dor           | FN             | 2 730        | 5,77         |             |             |  |
|                | Piero Rainero        | PCF            | 2 202        | 4,66         |             |             |  |
|                | Bernard Francès      | Divers gauche  | 1 248        | 2,64         |             |             |  |
|                |                      |                |              |              |             |             |  |
| Inscrits       | Inscrits             | Inscrits       | 68 268       | 100,00       | 68 258      | 100,00      |  |
| Abstentions    | Abstentions          | Abstentions    | 20 293       | 29,73        | 15 239      | 22,33       |  |
| Votants        | Votants              | Votants        | 47 975       | 70,27        | 53 019      | 77,67       |  |
| Blancs et nuls | Blancs et nuls       | Blancs et nuls | 701          | 1,46         | 841         | 1,59        |  |
| Exprimés       | Exprimés             | Exprimés       | 47 274       | 98,54        | 52 178      | 98,41       |  |

#### Deuxième circonscription (Brest-Ville)
| Candidat       | Candidat                       | Parti          | Premier tour | Premier tour | Second tour | Second tour |  |
| Candidat       | Candidat                       | Parti          | Voix         | %            | Voix        | %           |  |
| -------------- | ------------------------------ | -------------- | ------------ | ------------ | ----------- | ----------- |  |
|                | Joseph Gourmelon sortant réélu | PS             | 21 280       | 46,91        | 27 058      | 54,67       |  |
|                | Bertrand Cousin                | RPR (URC)      | 15 397       | 33,94        | 22 437      | 45,33       |  |
|                | Jacques Berthelot              | Divers droite  | 3 892        | 8,58         |             |             |  |
|                | Bernard Pacreau                | FN             | 2 632        | 5,8          |             |             |  |
|                | Sylvie Mayer                   | PCF            | 2 167        | 4,78         |             |             |  |
|                |                                |                |              |              |             |             |  |
| Inscrits       | Inscrits                       | Inscrits       | 71 416       | 100,00       | 71 407      | 100,00      |  |
| Abstentions    | Abstentions                    | Abstentions    | 25 548       | 35,77        | 21 285      | 29,81       |  |
| Votants        | Votants                        | Votants        | 45 868       | 64,23        | 50 122      | 70,19       |  |
| Blancs et nuls | Blancs et nuls                 | Blancs et nuls | 500          | 1,09         | 627         | 1,25        |  |
| Exprimés       | Exprimés                       | Exprimés       | 45 368       | 98,91        | 49 495      | 98,75       |  |

#### Troisième circonscription (Brest-Rural)
| Candidat       | Candidat                          | Parti          | Premier tour | Premier tour | Second tour | Second tour |  |
| Candidat       | Candidat                          | Parti          | Voix         | %            | Voix        | %           |  |
| -------------- | --------------------------------- | -------------- | ------------ | ------------ | ----------- | ----------- |  |
|                | Jean-Louis Goasduff sortant réélu | RPR (URC)      | 25 033       | 47,68        | 29 974      | 52,37       |  |
|                | Joseph Lareur                     | PS             | 21 786       | 41,50        | 27 264      | 47,63       |  |
|                | Jacques Herrmann                  | FN             | 3 055        | 5,82         |             |             |  |
|                | Marcel Simon                      | PCF            | 2 628        | 5,01         |             |             |  |
|                |                                   |                |              |              |             |             |  |
| Inscrits       | Inscrits                          | Inscrits       | 81 562       | 100,00       | 81 547      | 100,00      |  |
| Abstentions    | Abstentions                       | Abstentions    | 28 078       | 34,43        | 23 505      | 28,82       |  |
| Votants        | Votants                           | Votants        | 53 484       | 65,57        | 58 042      | 71,18       |  |
| Blancs et nuls | Blancs et nuls                    | Blancs et nuls | 982          | 1,84         | 804         | 1,39        |  |
| Exprimés       | Exprimés                          | Exprimés       | 52 502       | 98,16        | 57 238      | 98,61       |  |

#### Quatrième circonscription (Morlaix)
| Candidat       | Candidat                   | Parti          | Premier tour | Premier tour | Second tour | Second tour |  |
| Candidat       | Candidat                   | Parti          | Voix         | %            | Voix        | %           |  |
| -------------- | -------------------------- | -------------- | ------------ | ------------ | ----------- | ----------- |  |
|                | Marie Jacq sortante réélue | PS             | 26 198       | 47,94        | 32 067      | 53,83       |  |
|                | Michel Morvan              | UDF (PR) (URC) | 22 962       | 42,01        | 27 506      | 46,17       |  |
|                | Alain David                | PCF            | 3 459        | 6,33         |             |             |  |
|                | Olivier Morize             | FN             | 2 033        | 3,72         |             |             |  |
|                |                            |                |              |              |             |             |  |
| Inscrits       | Inscrits                   | Inscrits       | 78 400       | 100,00       | 78 390      | 100,00      |  |
| Abstentions    | Abstentions                | Abstentions    | 22 996       | 29,33        | 18 107      | 23,1        |  |
| Votants        | Votants                    | Votants        | 55 404       | 70,67        | 60 283      | 76,9        |  |
| Blancs et nuls | Blancs et nuls             | Blancs et nuls | 752          | 1,36         | 710         | 1,18        |  |
| Exprimés       | Exprimés                   | Exprimés       | 54 652       | 98,64        | 59 573      | 98,82       |  |

#### Cinquième circonscription (Landerneau)
|                | Charles Miossec sortant réélu | RPR (URC)      | 28 558 | 53,76  |  |  |  |
|                | Jean-Pierre Thomin            | PS             | 19 750 | 37,18  |  |  |  |
|                | Jean-Louis Le Hir             | FN             | 2 626  | 4,94   |  |  |  |
|                | Guy Liziar                    | PCF            | 2 188  | 4,12   |  |  |  |
|                |                               |                |        |        |  |  |  |
| Inscrits       | Inscrits                      | Inscrits       | 78 035 | 100,00 |  |  |  |
| Abstentions    | Abstentions                   | Abstentions    | 24 132 | 30,92  |  |  |  |
| Votants        | Votants                       | Votants        | 53 903 | 69,08  |  |  |  |
| Blancs et nuls | Blancs et nuls                | Blancs et nuls | 781    | 1,45   |  |  |  |
| Exprimés       | Exprimés                      | Exprimés       | 53 122 | 98,55  |  |  |  |

#### Sixième circonscription (Châteaulin)
| Candidat       | Candidat                      | Parti           | Premier tour | Premier tour | Second tour | Second tour |  |
| Candidat       | Candidat                      | Parti           | Voix         | %            | Voix        | %           |  |
| -------------- | ----------------------------- | --------------- | ------------ | ------------ | ----------- | ----------- |  |
|                | Jean-Yves Cozan sortant réélu | UDF (CDS) (URC) | 25 868       | 44,48        | 32 461      | 50,21       |  |
|                | Yolande Boyer                 | PS              | 20 799       | 35,77        | 32 188      | 49,79       |  |
|                | Daniel Créoff                 | PCF             | 5 449        | 9,37         |             |             |  |
|                | Éric Calméjane                | FN              | 3 142        | 5,4          |             |             |  |
|                | Yves Cam                      | Divers gauche   | 2 894        | 4,98         |             |             |  |
|                |                               |                 |              |              |             |             |  |
| Inscrits       | Inscrits                      | Inscrits        | 85 903       | 100,00       | 85 868      | 100,00      |  |
| Abstentions    | Abstentions                   | Abstentions     | 26 903       | 31,32        | 20 212      | 23,54       |  |
| Votants        | Votants                       | Votants         | 59 000       | 68,68        | 65 656      | 76,46       |  |
| Blancs et nuls | Blancs et nuls                | Blancs et nuls  | 848          | 1,44         | 1 007       | 1,53        |  |
| Exprimés       | Exprimés                      | Exprimés        | 58 152       | 98,56        | 64 649      | 98,47       |  |

#### Septième circonscription (Douarnenez - Pont-L'Abbé)
| Candidat       | Candidat             | Parti           | Premier tour | Premier tour | Second tour | Second tour |  |
| Candidat       | Candidat             | Parti           | Voix         | %            | Voix        | %           |  |
| -------------- | -------------------- | --------------- | ------------ | ------------ | ----------- | ----------- |  |
|                | Ambroise Guellec élu | UDF (CDS) (URC) | 26 074       | 48,05        | 31 139      | 51,7        |  |
|                | Jean Peuziat sortant | PS              | 20 487       | 37,75        | 29 095      | 48,3        |  |
|                | Michel Mazéas        | PCF             | 5 461        | 10,06        |             |             |  |
|                | Bruno Pensec         | FN              | 2 245        | 4,14         |             |             |  |
|                |                      |                 |              |              |             |             |  |
| Inscrits       | Inscrits             | Inscrits        | 77 875       | 100,00       | 77 854      | 100,00      |  |
| Abstentions    | Abstentions          | Abstentions     | 22 998       | 29,53        | 16 835      | 21,62       |  |
| Votants        | Votants              | Votants         | 54 877       | 70,47        | 61 019      | 78,38       |  |
| Blancs et nuls | Blancs et nuls       | Blancs et nuls  | 610          | 1,11         | 785         | 1,29        |  |
| Exprimés       | Exprimés             | Exprimés        | 54 267       | 98,89        | 60 234      | 98,71       |  |

#### Huitième circonscription (Concarneau - Quimperlé)
|                | Louis Le Pensec sortant réélu | PS             | 30 441 | 58,9   |  |  |  |
|                | Guy-René Leclercq             | RPR (URC)      | 13 045 | 25,24  |  |  |  |
|                | Francis Dufour                | PCF            | 2 859  | 5,53   |  |  |  |
|                | Joseph Boulic                 | FN             | 2 166  | 4,19   |  |  |  |
|                | Yvon Quéroué                  | CAP            | 1 619  | 3,13   |  |  |  |
|                | Albert Yaouanc                | Divers droite  | 1 550  | 3      |  |  |  |
|                |                               |                |        |        |  |  |  |
| Inscrits       | Inscrits                      | Inscrits       | 74 721 | 100,00 |  |  |  |
| Abstentions    | Abstentions                   | Abstentions    | 22 487 | 30,09  |  |  |  |
| Votants        | Votants                       | Votants        | 52 234 | 69,91  |  |  |  |
| Blancs et nuls | Blancs et nuls                | Blancs et nuls | 554    | 1,06   |  |  |  |
| Exprimés       | Exprimés                      | Exprimés       | 51 680 | 98,94  |  |  |  |

## Rappel des résultats départementaux des élections de 1986
|                             |              |              |             |            |            |          |
| 1re (Quimper)               | 39,92 20 784 | 27,52 14 328 | 18,56 9 663 | 6,34 3 301 | 6,43 3 347 | 1,23 639 |
| 2e (Brest-Ville)            | 40,18 21 199 | 36,52 19 272 | 8,49 4 480  | 5,97 3 150 | 7,86 4 147 | 0,97 512 |
| 3e (Brest-Rural)            | 34,94 21 247 | 42,19 25 659 | 10,12 6 157 | 5,13 3 124 | 6,50 3 952 | 1,10 672 |
| 4e (Morlaix)                | 39,74 24 272 | 41,66 25 449 | 6,43 3 932  | 7,27 4 440 | 3,99 2 440 | 0,89 546 |
| 5e (Landerneau)             | 30,79 18 343 | 49,38 29 413 | 10,11 6 022 | 3,42 2 041 | 5,32 3 170 | 0,96 574 |
| 6e (Châteaulin)             | 35,55 23 604 | 37,12 24 647 | 11,49 7 627 | 9,13 6 060 | 5,61 3 725 | 1,09 728 |
| 7e (Douarnenez-Pont-L'Abbé) | 37,90 22 585 | 35,30 21 032 | 12,15 7 239 | 8,35 4 977 | 5,31 3 164 | 0,98 583 |
| 8e (Concarneau-Quimperlé)   | 47,21 26 764 | 28,21 15 995 | 10,38 5 886 | 8,39 4 759 | 5,06 2 871 | 0,73 414 |